# Моркинське міське поселення
Мо́ркинське міське поселення (рос. Моркинское городское поселение) — муніципальне утворення у складі Моркинського району Марій Ел, Росія. Адміністративний центр — селище міського типу Морки.

## Історія
Станом на 2002 рік існували Моркинська селищна рада (смт Морки, селище Канал), Кінерська сільська рада (присілки Адимаш, Алдишка, Балдирка, Кучко-Памаш, Нижня Юплань, Янсітово), Марі-Кужерська сільська рада (присілки Єрумбал, Іспаринськ, Марі-Кужери, Старе Мазіково, Фадейкино, Юрдур), та Нур'яльська сільська рада (присілки Айбакнур, Дальній Кужнур, Куер'ял, Кужнур, Куркумбал, Лапшар, Нова, Норепсола, Нур'ял, Підгорна, Рушродо).

## Населення
Населення — 11396 осіб (2019, 12600 у 2010, 12834 у 2002).

## Склад
До складу поселення входять такі населені пункти:
| Населений пункт             | Населення, осіб (2002) | Населення, осіб (2010) |
| --------------------------- | ---------------------- | ---------------------- |
| Адимаш, присілок            | 132                    | 109                    |
| Айбакнур, присілок          | 26                     | 12                     |
| Алдишка, присілок           | 79                     | 48                     |
| Балдирка, присілок          | 132                    | 98                     |
| Дальній Кужнур, присілок    | 25                     | 35                     |
| Єрумбал, присілок           | 138                    | 132                    |
| Іспаринськ, присілок        | 6                      | 0                      |
| Канал, селище               | 113                    | 69                     |
| Куер'ял, присілок           | 116                    | 104                    |
| Кужнур, присілок            | 230                    | 187                    |
| Куркумбал, присілок         | 131                    | 109                    |
| Кучко-Памаш, присілок       | 370                    | 327                    |
| Лапшар, присілок            | 30                     | 28                     |
| Марі-Кужери, присілок       | 192                    | 168                    |
| Морки, селище міського типу | 9686                   | 9914                   |
| Нижня Юплань, присілок      | 130                    | 101                    |
| Нова, присілок              | 168                    | 157                    |
| Норепсола, присілок         | 143                    | 99                     |
| Нур'ял, присілок            | 164                    | 160                    |
| Підгорна, присілок          | 54                     | 41                     |
| Рушродо, присілок           | 128                    | 120                    |
| Старе Мазіково, присілок    | 69                     | 53                     |
| Фадейкино, присілок         | 200                    | 188                    |
| Юрдур, присілок             | 271                    | 264                    |
| Янсітово, присілок          | 101                    | 77                     |